# Domaine de Mary Point
Le Domaine de Mary Point est une ancienne plantation située sur la côte nord de Saint John dans les Îles Vierges des États-Unis. Elle fait partie du Registre national des lieux historiques depuis le 22 mai 1978.

## Historique
L'endroit sur laquelle se trouve le domaine était à l'origine une terre détenue par des responsables danois de la Compagnie danoise des Indes occidentales et de Guinée au début de la colonisation danoise. N'étant pas un terrain de prédilection pour la plantation, le terrain a été conservé jusqu'à ce que les nouveaux colons aient besoin de terres. La famille van Stell fut la première propriétaire du domaine.
Au lendemain de l'Insurrection des esclaves de Saint John de 1733, Franz Claasen reçut le titre de succession du domaine pour avoir alerté la famille de l'insurrection et l'avoir aidée à s'échapper à Saint Thomas, une île voisine. L'acte foncier de Franz Claasen fut enregistré le 20 août 1738 par Jacob van Stell. Claasen fut le premier propriétaire foncier « Free Colored » à Saint John.
Augustus Kragh et la famille Grancis furent propriétaires du domaine de Mary Point à la fin du XVIIIe siècle. Hans Hendrik Berg, gouverneur de Saint John et de Saint Thomas, fut propriétaire du domaine de Mary Point au XIXe siècle. Durant cette période, une usine en forme de L et la « Grande Maison » d'un étage furent construites sur la propriété. 
En plus de la Grande Maison, le domaine conserve des quartiers pour les domestiques, une ferme et un cimetière.